# Fábrica de Albo (Candás)

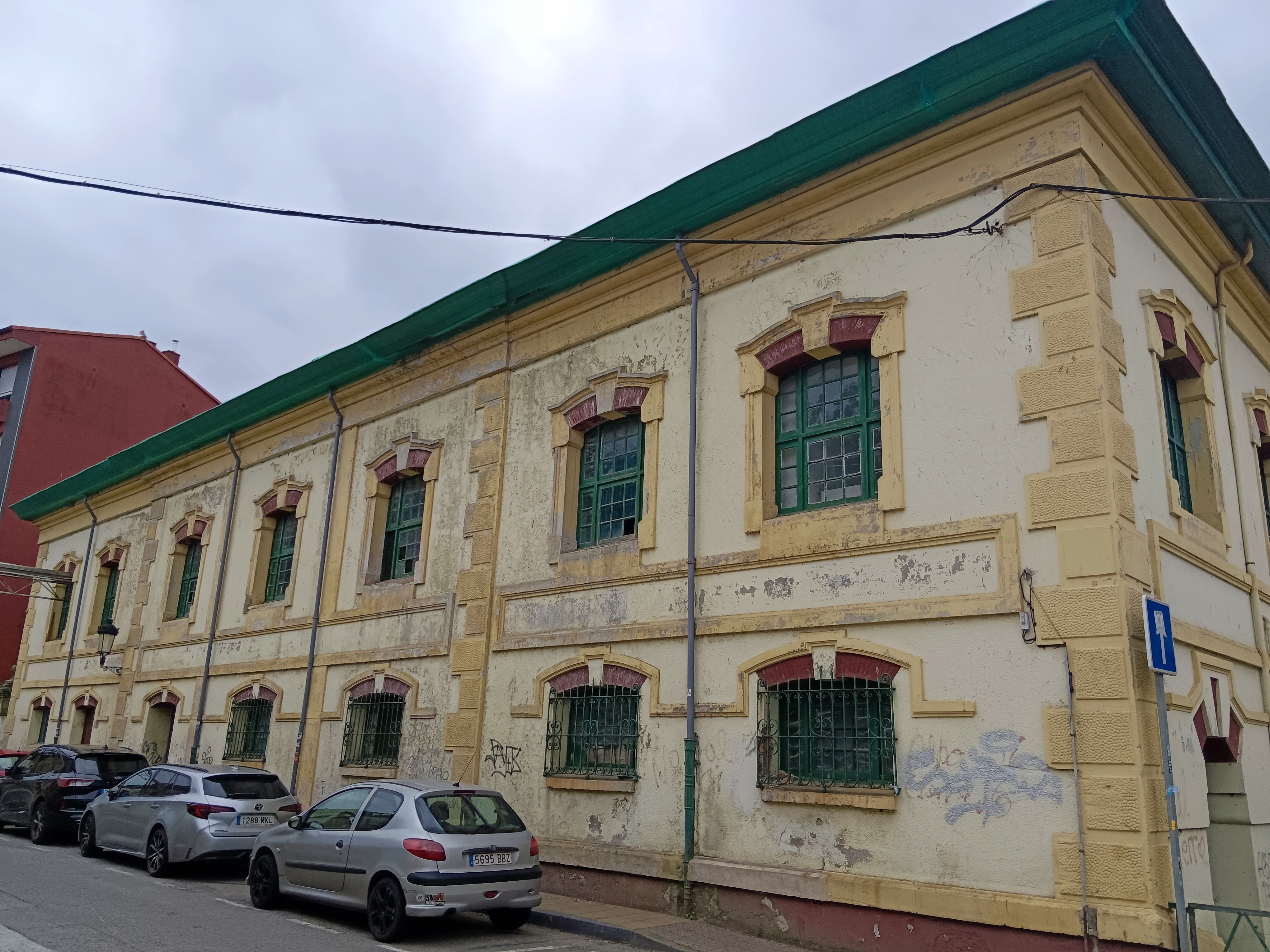
Fachada principal de Albo en Candás

La fábrica de Albo de Candás es una antigua fábrica de conservas ubicada en la villa de Candás, en el concejo asturiano de Carreño (España).

## Historia
La fábrica fue implantada en la localidad en 1895 por parte de la empresa cántabra Albo y Arredondo, que buscaba en ese momento extenderse en Asturias construyeron dos factorías, una en San Juan de la Arena y otra en la citada población. 
Para la segunda década del siglo XX la fábrica se encuentra a pleno rendimiento, por lo que el prestigioso arquitecto asturiano Manuel del Busto diseña la ampliación de la fábrica original en 1919. Durante la autarquía se siguen ampliando las instalaciones a cargo de los arquitectos Bienvenido Alegría y Mariano Marí. Por otro lado, el pintor Alfredo Menéndez diseñó unos bellos murales para la fachada de los garajes. Entre 1936 y 1938 la fábrica sufre un parón debido a la Guerra civil. En los años 50, 60 y 70 la fábrica produce gran cantidad de conservas destinadas al mercado nacional y al exterior, especialmente Suiza. La mayor parte de las trabajadoras de la factoría eran mujeres, y se llegaron a fabricar 100.000 latas diarias, especialmente de atún. 
En 2009, y a pesar de las protestas vecinales, la empresa Albo clausuró la fábrica, que permanece desde entonces sin uso. 

## Patrimonio conservado
Tras el cierre de la fábrica las instalaciones quedaron abandonadas. Se conservan varias naves, edificios de producción y oficinas, donde la mano de Manuel del Busto se ve en la decoración historicista y característica de la arquitectura industrial de principios de siglo. También se conservan naves racionalistas, garajes y dos chimeneas de ladrillo originales del siglo XIX. Junto a la fábrica se encuentra un chalet de estilo alpino ligado a ésta, pues fue ocupado por gerentes de la fábrica desde los años 40 tras ser adquirido por la empresa. El estado de las instalaciones ha sido denunciado en varias ocasiones.